# 初代三善長道
初代 三善長道（しょだい みよしながみち、寛永10年（1633年） - 貞享2年（1685年））は、江戸時代の陸奥国会津藩の刀工。俗名は三好藤四郎。三好政長の子。
新刀上々作にして最上大業物。その作風や斬れ味の良さから「会津虎徹」や「会津正宗」などと称される名工。
寛永10年（1633年）会津に生まれ、父の没後叔父長俊に作刀を学ぶ。はじめは「道長」と茎に銘を切り三好道長と称していたが、万治元年（1658年）8月13日に陸奥大掾を受領した際、三善長道に改める。これは手続きの際名前が誤記されてしまっていたことから以降改名したとの説もあるが、御堂関白藤原道長と同字であったため憚りありという朝廷側の判断に依ったものである。後に江戸に出て試刀家の山野勘十郎久英に斬れ味についての技術を学ぶという。貞享2年（1685年）に53歳で没。その後も長道の名は明治に至るまで襲名され続けている。
作柄としては江戸の長曽祢虎徹に似ており、姿は反り浅く地鉄は小板目に柾まじり、刃文は砂流しまじりの互の目乱れなどを焼く。

## 著名作
- 銘『陸奥大掾三善長道』 - 会津藩主・松平容保が新選組・近藤勇に下賜した刀。靖國神社 就遊館での展示を経て、現在は京都市の霊山歴史館などで展示あり[1]。